# 1848年马尔堡地震
1848年马尔堡地震指发生在1848年10月16日凌晨1:40的一次地震， 震中位于新西兰南岛马尔堡。
在惠灵顿地区，地震持续约两分钟，造成广泛的破坏，尤其是对砖石结构的建筑。绝大部分在地震中被毁的建築物在震后以木制结构重建，7年后，震级更高的1855年怀拉拉帕地震因此造成较轻的人员和财产损失。

## 地质构造

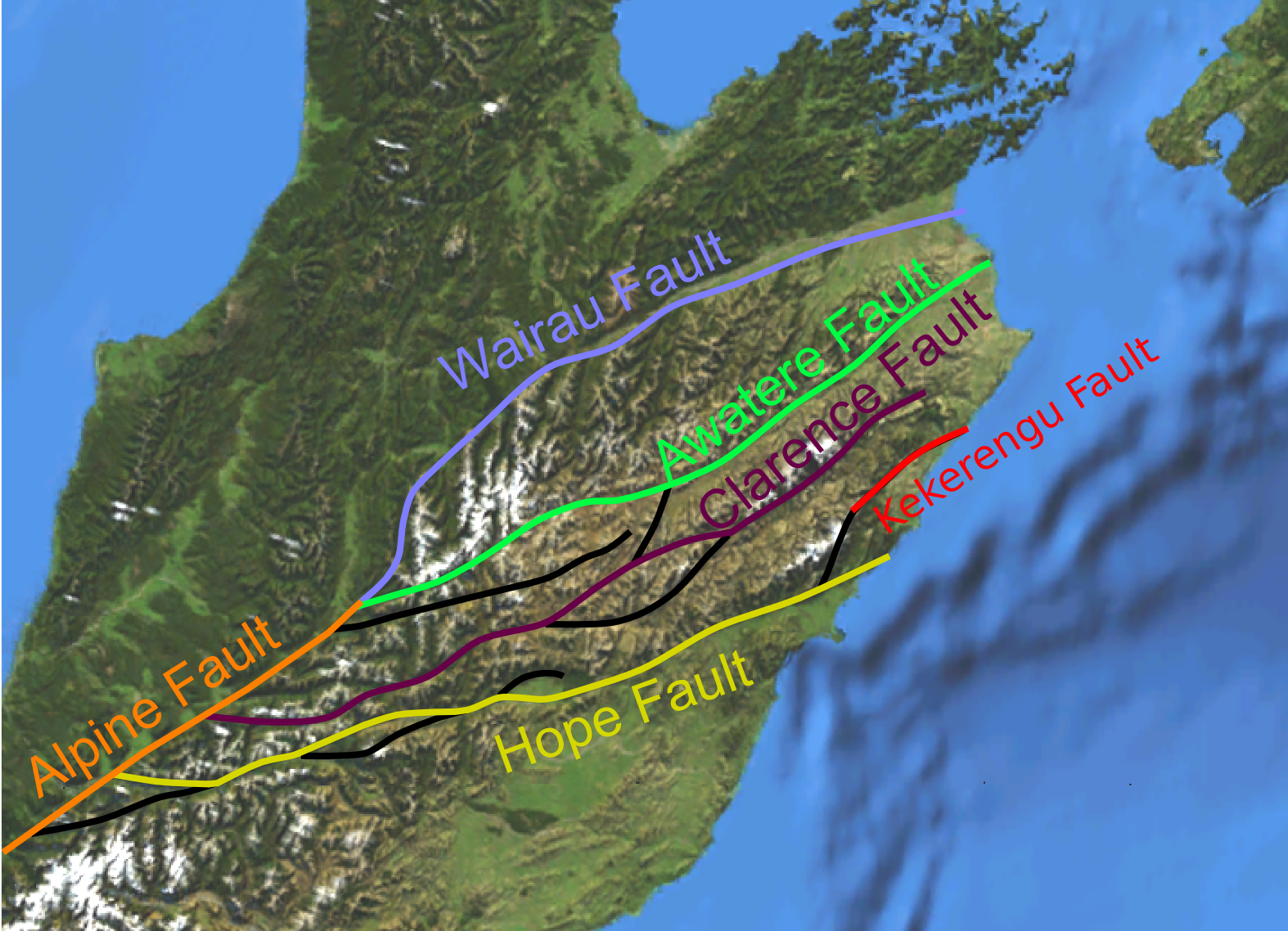
马尔堡断层系统地图，图示有阿沃特雷断层的位置

新西兰位于印度-澳大利亚板块和太平洋板块边界上。这两个板块在南岛绝大部分地区的相对位移沿右旋走滑断层，该断层具有一很大的逆分量阿尔卑斯断层。这两个板块在北岛的相对位移主要沿 克马德克俯冲带，其余的右旋走滑分量属于北岛断层系统（NIFS）。 一组右旋走滑结构被称之为马尔堡断层系统，在主转换断层和南岛北端一片复杂地区的聚合板块边缘 间传递位移这次地震发生在阿沃特雷断层，它属于马尔堡断层系统。

## 地震特征
本地震是阿沃特雷断层至少105公里的断裂造成的。水平位移约有6米，并伴有不同感觉的竖直运动。震后发生多次有震感的余震，由此可推断，这是一次浅源地震。通过破裂长度和测量的位移推算，矩震级为7.5级。

## 损失
惠灵顿市几乎所有的砖石建筑都受损，包括民居、教堂、监狱、医院。绝大部分木制建築物除了砖制的烟囱倒塌外，基本都没有受损。仅马尔堡地区就有大量的住宅严重受损。多座在主震中受损的建筑毁于几天后的余震。地震中仅有的人员伤亡就发生在一次余震中倒塌的受损建筑物。